# Contact!
Contact! — другий альбом італійського поп-гурту Eiffel 65, випущений 24 липня 2001 року лейблом Popular Records.

## Історія створення
Після успіху першого альбому Eiffel 65 «Europop» (1999) гурт одразу ж задумався над випуском 2-го студійного альбому.
Роботу над альбомом «Contact!» було почато ще у серпні 2000 року, коли Eiffel 65 були у Сполучених Штатах Америки на гастролях. Першою піснею, що була написана для альбому стала Back In Time (вийшла синглом в Італії в 2002 році). Трек був накиданий на швидку руку та мав елементи, що притаманні першому альбому, як-от біт, вокал та бас. Згодом гурт повернувся додому та розпочав повноцінну роботу над альбомом.
2000 року було записано пісню «One Goal», що посіла № 37 у французьких чартах та стала офіційною піснею УЄФА Євро 2000. У січні 2001 року було записано основну частину пісень, проте деякі треки було записано пізніше та випущено у 2002 році або в альбомі «The Unreleased Demo». Усі пісні альбому «Contact!» написані англійською мовою, проте останній трек з італійської версії альбому, випущеного восени 2001 «80's Stars» було замінено в міжнародній версії альбому на «World In The World», записаного 2001 року та випущеного синглом в Італії навесні 2002. 5 червня 2001 року було випущено сингл «Lucky (In My Life)», що посів № 13 в італійських топ-чартах. На пісню було знято відеокліп, також було створено ремікси.

## Звучання
Альбом «Contact!» відрізнявся незвичайним звучанням у стилі френч хаус (French house) та сайзпоп (synthpop). Також було використано дуже контрастні електронні вокальні ефекти (пісні «Lucky (In My Life», «Crazy», «Losing You», «I Dj With The Fire»), що викликало швидку реакцію у прихильників Eiffel 65 у всіх меломанів. Через це гурт Eiffel 65 назвали «мастерами вокодеру» нарівні з Daft Punk. 
«…Something in Daft Punk style, but with Eiffel's vocal…»
«…Щось у стилі Daft Punk, але з вокалом Eiffel…» — коментар прихильника гурту із США

## Популярність
Головним інструментом гурту Eiffel 65 були сингли, що очолювали топ-чарти різних країн світу після випуску альбому через своє електронне звучання. Проте на відміну від альбому «Europop» (1999) з міжнародно відомими синглами «Blue (Da Ba Dee)» (1998) «Move Your Body» (1999) та «Too Much Of Heaven» (2000), альбом «Contact!» вийшов у 2001 році, коли електронна музика більш-менш розвинулася, а трек «Lucky (In My Life)» — головний сингл альбому мав незвичне й, для деяких, дуже електронне звучання, тому альбом не став дуже популярним. Проте було випущено декілька версій альбому:
Contact! — міжнародна версія. Призначена для розповсюження в усьому світі. Випущена 24 липня 2001 року.
Contact! (Italian Version) — італійська версія. Призначена для розповсюдження на території Італії. Випущена у листопаді 2001 року.
Contact! (Special Russian Version) — спеціальна російська версія. Призначена для розповсюдження на території Російської Федерації, СНД та Латвії. Випущена компанією «BMG Russia», «Logic Records», Радіо «Динаміт», музичним журналом «Неон» та Аудіоклубом 2002 року.
В Україні альбом також не мав успіху, проте вільно розповсюджувався як Special Russian Version в музичних магазинах та був згаданий в деяких музичних журналах.

## Список пісень
1. «Lucky (In My Life)» — 3:52 (5 червня 2001)
2. «New Life» — 4:45 (2000)
3. «One Goal» — 3:37 (2000)
4. «King of Lullaby» — 4:39 (2001)
5. «I DJ with the Fire» — 4:36 (2001)
6. «Crazy» — 5:03 (2001)
7. «Far Away» — 4:02 (2001)
8. «I Don't Wanna Lose» — 4:30 (2001)
9. «Morning Time» — 4:42 (2001)
10. «Life Like Thunder» — 3:30 (2001)
11. «Back in Time» — 3:49 (2002)
12. «Johnny Grey» — 3:44 (2001)
13. «Brightly Shines» — 4:58 (2001)
14. «Losing You» — 4:45 (2002)
15. «People of Tomorrow» — 4:12 (2001)
16. «Journey» — 4:48 (2001)
17. «'80s Stars» — 4:26 (3 листопада 2001)
18. World In The World — 3:47 (2002)

## Учасники запису
- Джеффрі Джей — вокаліст, аранжувальник, художній продюсер
- Мауріціо Лобіна — клавішник
- Габрі Понте — програмувальник
- Франко Баттіато — вокаліст у пісні «80's Stars»
- Elena Flochen — вокалістка у треках «Losing You»; бек вокалістка в «I Don't Wanna Lose» та «World in the World»
- Мауро Ді Деко — міксувальник
- Массімо Габутті — виконавчий продюсер
- Лук'яно Зуччет — виконавчий продюсер
- Алекс Топунтолі — кавери та дизайн
- Cristina Rosazza Minghet — фотографія обкладинки

## Нереалізовані пісні
Трек Eiffel 65 «Elephants In Amsterdam» є нереалізованою піснею, записаною 2001—2002 року. Спочатку вона мала увійти до альбому «Contact!», але потрапила до архіву студії Bliss Corporation. Відомо, що вона була вручена як приз переможцям онлайн-конкурсу Bliss Corporation 19 липня 2002.